# Amphipyra stix
Amphipyra stix ist ein Schmetterling (Nachtfalter) aus der Familie der Eulenfalter (Noctuidae).

## Merkmale

### Falter
Mit einer Flügelspannweite von 29 bis 35 Millimetern zählen die Falter zu den kleineren Amphipyraarten. Die Vorderflügeloberseite hat eine dunkelgraue bis anthrazitbraune Farbe. Die Submarginalregion ist gelbgrau bis weißgrau gefärbt. Querlinien fehlen. Ring- und Nierenmakel sind zu kleinen schwarzen Punkten reduziert oder fehlen. Die Hinterflügeloberseite ist zeichnungslos weißgrau, am Rand etwas verdunkelt.

### Ähnliche Arten
- Bei der mit einer Flügelspannweite von 44 bis 54 Millimetern deutlich größeren Gesäumten Glanzeule (Amphipyra perflua) ist die gelbe Submarginalregion breiter und kräftiger ausgebildet.
- Die Dreipunkt-Glanzeule (Amphipyra tragopoginis) zeigt deutliche, schwarze, punktförmige Makel. Sie hat eine insgesamt graubraune bis rötlich graue Grundfarbe ohne aufgehellte Submarginalregion.

## Verbreitung und Lebensraum
Amphipyra stix kommt in Europa auf der Balkanhalbinsel vor. Außerhalb Europas ist die Art in der Türkei, im Iran und Libanon sowie in Armenien und Israel zu finden. Hauptlebensraum ist offenes, felsiges Gelände.

## Lebensweise
Die Falter bilden eine Generation im Jahr, die von Juni bis August fliegt. Sie sind nachtaktiv, fliegen künstliche Lichtquellen an, besuchen aber auch gerne angelegte Köder.